# Jörg Neubauer (Spielervermittler)
Jörg Neubauer (* 1962; † 4. November 2021 in Palma de Mallorca) war ein deutscher Spielervermittler.
Neubauer war erster und letzter Pressesprecher des Deutschen Fußball-Verbands der DDR. Nach der Wende schlug er nach Transfers von Nationalspielern der DDR, wie etwa Andreas Thom zu Bayer Leverkusen, die Laufbahn als Spielerberater ein. Die größten von ihm ausgehandelten Spielertransfers waren die von Sebastian Deisler von Hertha BSC zu Bayern München oder von Christoph Metzelder von Borussia Dortmund zu Real Madrid. Außerdem wechselte mit seiner Hilfe auch Sami Khedira zu Real Madrid. Auch organisierte er den Wechsel von Raúl von Madrid zum FC Schalke 04.
Neubauer kandidierte 2016 für einen Platz im Präsidium von Hertha BSC, die Kandidatur scheiterte allerdings. Nachdem eineinhalb Jahre zuvor ein Hirntumor bei ihm diagnostiziert worden war, starb er im November 2021 in seiner Finca auf Mallorca. Zuletzt betreute er noch die Spieler Leon Goretzka und Kevin Trapp.

## Belege
1. ↑  Spielerberater von Leon Goretzka: Jörg Neubauer im Alter von 59 Jahren gestorben
2. ↑  t-online: Familie bestätigt: Jörg Neubauer nach Hirntumor gestorben

| Personendaten    | Personendaten               |
| ---------------- | --------------------------- |
| NAME             | Neubauer, Jörg              |
| KURZBESCHREIBUNG | deutscher Spielervermittler |
| GEBURTSDATUM     | 1962                        |
| STERBEDATUM      | 4. November 2021            |
| STERBEORT        | Palma de Mallorca           |